# Riley Dolezal
Pour les articles homonymes, voir Dolezal.
Riley Dolezal (né le 16 novembre 1985 à Stanley (Dakota du Nord)) est un athlète américain, spécialiste du lancer de javelot.
Son record personnel est de 83,50 m mesure avec laquelle il a été champion des États-Unis en 2013 à Des Moines.
Il remporte le titre des Championnats NACAC 2015 à San José.

## Palmarès

### National
- Championnats des États-Unis d'athlétisme
  - vainqueur du lancer du javelot en 2017